# Tratado de Tudilén

Mapa del tratado de Tudilén

El Tratado de Tudején, Tudilén o Tudillén fue suscrito el 27 de enero de 1151 por Alfonso VII, rey de León, y Ramón Berenguer IV, conde de Barcelona y príncipe de Aragón, en Tudején, un lugar situado cerca de Aguas Caldas en Navarra, esto es, en Baños de Fitero, pues en aquella época Fitero era un término de la villa fronteriza de Tudején.

## Contenido
En el mismo tratado se indica que el rey García Ramírez de Pamplona ha fallecido ("que omnia rex die illo quo mortus est"). Dado que ello se produjo el 21 de noviembre de 1150, el Tratado de Tudején debió firmarse en el 1151, seguramente en ese 27 de enero. 
El hecho de la muerte de García y su sucesión por su hijo Sancho VI sin duda propició el Tratado, ya que Sancho tenía diecisiete años, lo que, en principio, podía suponer una cierta debilidad del viejo Reino. Es de señalar que para la autoridad de la Iglesia en Roma todavía Sancho seguía siendo Dux Pamplonensis, que correspondía al que mandaba un territorio por acuerdo de sus habitantes sin permiso o aceptación de la Iglesia. Más tarde, su hijo Sancho VII lograría ese reconocimiento papal oficialmente. Pero ni Alfonso VII ni Ramón Berenguer IV en este Tratado ni en el anterior de Carrión le negaron el título de rex a García, lo que muestra un cierto reconocimiento a García por el Imperio leonés y la posteriormente llamada Corona de Aragón.
Fue precedente de otros tratados como el de Lérida en 1157, el de Cazola en 1179 y Almizra en 1244 por el que se fijaron los límites de expansión en la región de Levante de los dos grandes reinos peninsulares.

### Reparto del reino de Navarra
En este pacto, los firmantes convinieron en declarar la guerra al Reino de Navarra y repartírselo, ratificando el Tratado de Carrión de 1140, además de adjudicar a Aragón la conquista de las plazas y los términos situados al sur del Júcar y el derecho a anexionarse el reino de Murcia, excepto los castillos de Lorca y Vera.
También dará base y paso, como ya había ocurrido en Carrión en 1140, a otros dos tratados posteriores (de Cazola en 1179 y en Calatayud 1198) donde de nuevo los reyes de Castilla y Aragón acuerdan repartirse el reino de Navarra.